# Vladislav Strzelczyk

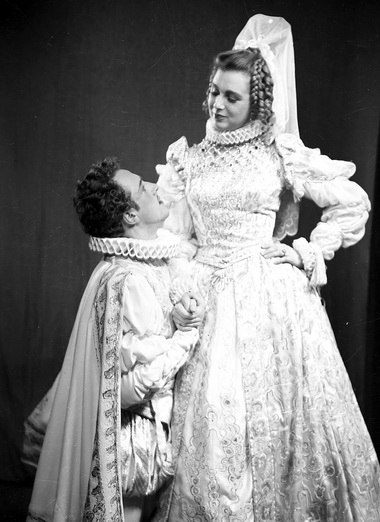

Vladislav Ignacievitch Strzelczyk (en russe : Владисла́в Игна́тьевич Стрже́льчик), né le 31 janvier 1921 à Pétrograd et décédé le 11 septembre 1995 à Saint-Pétersbourg, est un acteur soviétique, puis russe.

## Biographie
Le père du futur acteur, Ignacy Strzelczyk, est un Polonais installé à Saint-Pétersbourg au début du XXe siècle.
En 1938, Vladislav Strzelczyk s'inscrit dans un studio d'art dramatique au sein du Grand théâtre dramatique Gorki et la même année commence à se produire sur scène. Il ne sera diplômé qu'en 1947, car lors de la Seconde Guerre mondiale, dès que les troupes allemandes viennent de pénétrer sur le territoire de l'Union soviétique, il est mobilisé dans l'infanterie. Il reçoit plusieurs décorations militaires, notamment la médaille pour la Défense de Léningrad.
Il apparait pour la première fois sur le grand écran dans Machenka de Youli Raizman (1942). Sa carrière cinématographique compte plus de quatre-vingt films.
Il est professeur à l'Académie des arts du théâtre de Saint-Pétersbourg en 1959-1968, puis, à partir de 1966 à l'Institut de la culture de Saint-Pétersbourg. On lui attribue le titre honorifique d'Artiste du peuple de l'URSS en 1974.
Mort d'une tumeur au cerveau le 11 septembre 1995, Vladislav Strzelczyk est inhumé dans la parcelle du Cimetière Volkovo surnommée la passerelle des écrivains. La même année, à titre posthume, on lui attribue la plus haute distinction théâtrale de Saint-Pétersbourg, le prix Zolotoï Sofit [Soffite d'or].
Vladislav Strzelczyk est le père d'acteur russe Dmitri Issaïev (en).

## Filmographie partielle
- 1966 : La Nuit des adieux de Jean Dréville : Nicolas Romanov
- 1966 : Guerre et Paix (Война и мир) de Serge Bondartchouk : Napoléon Bonaparte
- 1968 : Le Printemps sur l'Oder (Весна на Одере) de Lev Saakov : colonel Semion Krassikov
- 1969 : Adjudant de son Excellence (Адъютант его превосходительства) d'Evgueni Tachkov : général Vladimir Kovalevski
- 1969 : Tchaïkovski (Чайковский) d'Igor Talankine : Nicolaï Grigorievitch Rubinstein
- 1970 : La Fin de l'ataman (Конец атамана) de Chaken Aïmanov (ru) : Alexandre Doutov
- 1974 : Un chapeau de paille (Соломенная шляпка) de Leonid Kvinikhidze : Antoine Nonancourt
- 1984 : Le Temps des désirs (Время желаний) de Youli Raizman : Nikolaï Nikolaïevitch